# Société de l'Aérotrain
La société de l'Aérotrain, ou société d'étude de l'Aérotrain est une société anonyme française créée en 1965 par Jean Bertin pour développer et tester l'Aérotrain initié par la société Bertin & Cie.

## Histoire

### Fondation de la société
À la fin des années 1950, deux ingénieurs, le Britannique Christopher Cockerell et le Français Jean Bertin, explorent des concepts distincts pour des véhicules à coussin d'air. Cockerell conçoit l'hovercraft SR-N1, qui traverse la Manche en 1959. Pendant ce temps, Jean Bertin et son entreprise, Bertin & Cie, en France poursuivent une voie différente, expérimentant le concept de la multi-jupe souple. À partir de 1959, la société Bertin & Cie engage une prospection active auprès des pouvoirs publics et des grandes entreprises pour susciter un intérêt industriel, sans succès initial. En 1960, le premier aéroglisseur expérimental, le Terraplane BC4, voit le jour. Pesant 3,5 tonnes, il est le premier au monde à utiliser des jupes souples pour la sustentation.  
En janvier 1962, la société Bertin & Cie élabore le concept de l’Aérotrain, défini comme un aéroglisseur guidé se déplaçant sur un rail, utilisant la sustentation par effet de sol. En octobre 1963, un premier modèle réduit, d’un poids de 25 kg et mesurant 1,5 mètre de long, est réalisé et présenté. Devant l’absence de soutien industriel suffisant, l’entreprise prend la décision de financer elle-même la poursuite du projet, en engageant la construction d’un prototype expérimental.
En 1964, un syndicat de financement est proposé pour réunir les fonds nécessaires à la construction d’un prototype à l’échelle réelle. Quatre partenaires (Grands Travaux de Marseille, Banque Rivaud, Ratier-Figeac, Hispano-Suiza) y participent, ne couvrant que 40 % du budget estimé à 2 millions de francs. La SNCF montre un intérêt technique pour le projet, tout comme la presse spécialisée internationale. Toutefois, les craintes liées à la rentabilité et à l’absence d’un cadre d’investissement public freinent son engagement. La société Bertin & Cie considère qu’un soutien clair et rapide de l’État est indispensable à la concrétisation du projet, notamment pour la construction d’une voie d’essai de cinq kilomètres destinée à valider les performances du véhicule. En l’absence d’un engagement public, l’entreprise exprime le risque  de voir des initiatives concurrentes émerger à l’étranger, en particulier au Royaume-Uni et aux États-Unis, certaines s’inspirant directement des travaux français. C’est dans ce contexte que Jean Bertin prend contact avec les services en charge de l’aménagement du territoire afin de présenter officiellement le projet et ses perspectives.
En 1965, l’État français, par l’intermédiaire de la Délégation interministérielle à l’aménagement et à la compétitivité des territoires (DATAR), décide de soutenir le projet Aérotrain en concluant un premier contrat portant sur le financement de la construction d’un prototype à échelle réduite, capable de transporter six passagers, ainsi que d’une voie d’essai dédiée. Ce soutien public permet la mise en place des conditions financières nécessaires à la création d’une entité spécifique, la « Société d'étude de l’Aérotrain». Léon Kaplan, ancien vice-président de la société Shell, récemment retraité, est nommé directeur général de cette nouvelle structure. La société est officiellement créée le 15 avril 1965,.
Elle prend en 1966 le nom de « Société de l'Aérotrain » afin de marquer la fin des études et le passage à la phase de développement, notamment en entreprenant la réalisation d'une « maquette en demi-grandeur » de l'Aérotrain et la construction d'une voie d'essais.

### Développement de l'Aérotrain
Les années suivant sa fondation, la Société de l’Aérotrain développe plusieurs modèles d’Aérotrain, chacun correspondant à une phase d’expérimentation ou à une application particulière.
- Aérotrain 01 (1965) : Il s’agit d’un véhicule expérimental d'essai[7], conçu pour tester le principe de sustentation par coussin d’air. Il est propulsé par une hélice entraînée par un moteur d’avion[13].
- Aérotrain 02 (1968) : Deuxième prototype et disposant de seulement deux places, il est développé pour tester le comportement du véhicule à très haute vitesse. Il est équipé d’un turboréacteur Pratt & Whitney JT12, grâce auquel il dépasse les 400 km/h lors de ses essais[13].
- Aérotrain S44 (1969) : Prototype développé  pour des applications urbaines et suburbaines. Plus compact que les modèles interurbains, il est conçu pour transporter jusqu’à 44 passagers à une vitesse modérée[14].
- Aérotrain I80 HC (1969) : Propulsé par une hélice carénée entraînée par un moteur à turbine à gaz, l’Aérotrain I80  est conçu pour le transport interurbain et peut accueillir jusqu’à 80 passagers. Dans sa version I80 HV, équipé d’un turboréacteur, il atteint une vitesse record de 430 km/h en 1974[15].
- Tridim (1973) : Destiné aux transports automatisés sur courtes distances, il visait la desserte locale de zones urbaines ou d’aéroports. Il est capable de circuler sur un tracé tridimensionnel  grâce à un système de coussins d’air pour la sustentation et d'une crémaillère pour la propulsion et le guidage[16].

Parallèlement, l’entreprise met en place des voies d’essai spécialement conçues pour tester ses différents prototypes d’Aérotrain.
- Voie d'essais de Gometz-le-Châtel (1965) : Voie expérimental de 6,7 km entre Gometz-le-Châtel et Limours pour les essais des Aérotrain 01 et 02 [17]. Une seconde voie de 3 km, décidée à l'Aérotrain S44 sera construite parallèlement à la première[18].
- Voie d'essai de l'aérotrain d'Orléans (1967) : Voie en viaduc de 18 km entre Saran et Ruan, destinée aux essais de l'Aérotrain I80[19] .

## Tentatives d'exploitation commerciale

### Lignes interurbaines
Le 7 avril 1966, la Société de l’Aérotrain, Les Grands Travaux de Marseille et la société Bertin & Cie ont conjointement élaboré un projet assorti d’un devis pour la création d’une ligne de transport destinée à relier les villes de Lyon et Grenoble. Cette infrastructure, d’une longueur prévue de 86 kilomètres, devait être opérationnelle à temps pour les Jeux Olympiques d’hiver de mars 1968. Le tracé était conçu pour permettre à un Aérotrain d’atteindre une vitesse de croisière de 200 km/h, avec des pointes pouvant atteindre 250 km/h. Toutefois, en raison de l'échéance olympique imminente, ainsi que de verrous technologiques qui n'avaient pas encore été levés, la réalisation du projet dans les délais impartis s’avéra irréalisable.

### Lignes Suburbaines
La Société de l’Aérotrain fut approchée par la Délégation à l’Aménagement du Territoire et à l’Action Régionale (DATAR) afin d’évaluer la faisabilité d’une liaison rapide entre l’aéroport d’Orly et la ville de Paris. Cette initiative s’inscrivait dans un contexte marqué, dès 1968, par une congestion croissante du réseau routier parisien, qui occasionnait des retards importants pour les voyageurs et compromettait l’accès ponctuel aux vols aériens. Plusieurs tracés furent envisagés, reliant Orly à différents pôles stratégiques de la capitale : la Gare de Lyon, la gare Montparnasse, la place de l’Étoile et le quartier de La Défense. Par ailleurs, en 1969, la société Aéroports de Paris manifesta son intérêt pour un projet de liaison entre Orly et l'aéroport de Roissy, alors en cours de construction.
Le 24 février 1970, la DATAR se prononça en faveur du tracé reliant Orly à la place de l’Étoile, considérant son intérêt à la fois en termes de prestige national et de valorisation touristique. Toutefois, en l’absence de décision officielle au cours de l’année 1971, la subvention étatique allouée à la Société de l’Aérotrain pour la conduite des études arriva à échéance, mettant un terme aux travaux exploratoires engagés. En 1971, le gouvernement fait volte-face et choisi de réaliser la ligne Orly-Roissy, puis choisit finalement le tracé La Défense-Cergy pour le projet d’Aérotrain, visant à développer ces zones. En 1972, le projet est déclaré d’utilité publique et la société Aéropar, réunissant la SNCF et la RATP, est créée pour le piloter. Malgré ce soutien, des problèmes techniques persistants freinent l’avancement. Le 17 juillet 1974, le gouvernement abandonne officiellement le projet, jugeant la technologie trop incertaine.

## Aérotrain Systems
Le 8 novembre 1969, un accord de coopération fut conclu entre la Société de l'Aérotrain et la firme américaine Rohr Industries, aboutissant à la création de la coentreprise Aerotrain Systems, détenue à 60 % par Rohr et à 40 % par les sociétés françaises Bertin & Cie  et Société de l'Aérotrain. Cette collaboration internationale visait à promouvoir et développer la technologie de l’aérotrain sur le marché nord-américain. En février 1972, le Département des Transports des États-Unis commanda un véhicule de type Aérotrain, désigné sous l'acronyme TACV (Tracked Air Cushion Vehicle). Plus compact que le modèle français I-80, le TACV mesurait 28 mètres de long et pouvait transporter jusqu’à 60 passagers à une vitesse de croisière de 240 km/h.